# Berryz工房コンサートツアー 2006春 〜にょきにょきチャンピオン!〜
『Berryz工房コンサートツアー 2006春 〜にょきにょきチャンピオン!〜』（ベリーズこうぼうコンサートツアーにせんろくはる にょきにょきチャンピオン!）は2006年3月26日から5月3日まで開催されたBerryz工房のコンサートツアーである。DVDが2006年7月19日に発売された。発売元はピッコロタウン。
Berryz工房が7人体制になってから初のコンサートツアーである。

## 日程
4月8日は夜公演のみ、他は全て1日2公演。
- 3月26日：埼玉・戸田市文化会館
- 4月1日・2日：東京・東京厚生年金会館
- 4月8日：愛知・名古屋市民会館大ホール
- 4月22日：大阪・大阪厚生年金会館大ホール
- 5月3日：東京・中野サンプラザ

## DVD
『Berryz工房コンサートツアー 2006春 〜にょきにょきチャンピオン!〜』（2006年7月19日）
2006年5月3日に中野サンプラザにて行われたコンサート千秋楽の模様を収録。
1. OPENING
2. Berryz工房行進曲
3. ギャグ100回分愛してください
4. 恋の呪縛
5. MC1
6. ジリリ キテル
7. 秘密のウ・タ・ヒ・メ
8. 21時までのシンデレラ
9. さぼり
10. MC2（バスケット寸劇）
11. 女子バスケット部〜朝練あった日の髪型〜
12. なんちゅう恋をやってるぅ YOU KNOW?
13. VTR『愛する人の名前を日記に』PVコーナー
14. BERRY FIELDS
15. かっちょええ!
16. あなたなしでは生きてゆけない（菅谷・夏焼 with 清水）
17. 安心感（熊井）
18. 夢でドゥーアップ（徳永・須藤・嗣永）
19. 恋してる時はいつも・・・
20. MC3
21. ピリリと行こう!
22. ハピネス〜幸福歓迎!〜
23. スッペシャル ジェネレ〜ション
24. ENCORE：友情 純情 oh 青春
25. ENCORE：アンコールMC
26. ENCORE：ありがとう!おともだち。